# Holiday World
Koordinaten: 38° 7′ 11″ N, 86° 54′ 48″ W
Holiday World ist ein Themenpark bei Santa Claus in den USA.

## Geschichte
Louis J. Koch gründete 1946 einen Freizeitpark mit dem Thema Weihnachten und nannte ihn nach dem Ortsnamen (der englischen Bezeichnung für Weihnachtsmann) „Santa Claus Land“. Die 1984 vorgenommene Erweiterung um die Themenbereiche „Halloween“ und „4. Juli“ (Nationalfeiertag in den USA) zog auch eine Änderung des Namens in „Holiday World“ mit sich, um das Grundthema des Parks (die Ferien/Feiertage der USA) besser zu repräsentieren. Die nächste Erweiterung war 1993 der im Eintrittspreis enthaltene Wasserpark „Splashin' Safari“. Der vierte und bislang letzte Themenbereich öffnete 2006 mit „Thanksgiving“.

## Attraktionen
Hauptattraktion ist die knapp zwei Kilometer lange Hybrid-Achterbahn (Holzachterbahn mit Stahlstützen) The Voyage im Thanksgiving-Bereich des Parks, die im Eröffnungsjahr auf Anhieb die Fanauszeichnung „Wood Coaster Poll“ (2006 und 2007) und einen „Golden Ticket Award“ (2006) gewann. Mit The Raven und The Legend hat der Park zwei weitere Holzachterbahnen im Angebot. Außerdem existiert mit Thunderbird eine Stahlachterbahn.
Im Wasserpark steht mit „Zoombabwe“ zudem die laut Parkangabe höchste geschlossene Wasserrutsche der Welt.

### Achterbahnen
| Name        | Typ                                 | Hersteller                    | Eröffnungsjahr | Weblinks |
| ----------- | ----------------------------------- | ----------------------------- | -------------- | -------- |
| Good Gravy! | Familienachterbahn, Shuttle Coaster | Vekoma                        | 2024           |          |
| Howler      | Familienachterbahn                  | Zamperla                      | 1999           |          |
| Legend      | Holzachterbahn, Terrain Coaster     | Custom Coasters International | 2000           |          |
| Raven       | Holzachterbahn, Terrain Coaster     | Custom Coasters International | 1995           |          |
| Thunderbird | Launched Coaster, Wing Coaster      | Bolliger & Mabillard          | 2015           |          |
| Voyage      | Holzachterbahn, Hybrid Coaster      | The Gravity Group             | 2006           |          |

#### Ehemalige Achterbahnen
| Name                      | Typ              | Hersteller              | Eröffnungsjahr | Schließungsjahr | Bemerkungen | Weblinks |
| ------------------------- | ---------------- | ----------------------- | -------------- | --------------- | --- | -------- |
| Children’s Roller Coaster | Kinderachterbahn | Allan Herschell Company | unbekannt      | unbekannt       | |          |
| Firecracker               | Zyklon           | Pinfari                 | 1981           | 1997            | Vorheriger Name der Bahn war Blitzen. Ursprünglich wurde die Bahn 1976 als Cyclone in Geauga Lake eröffnet und fuhr dort bis 1980. 1997 wurde die Bahn dann von John Hofeditz der Firma Spectacular Rides aufgekauft, welcher die Bahn dann vorübergehend im Park Jolly Roger Amusement Park in der Saison 1998 einsetzte. Später wurde die Bahn an Amusements of America verkauft, die die Bahn auf verschiedenen Volksfesten einsetzte. |          |

## Verschiedenes
Neben kostenlosen Softdrinks, kostenloser Sonnencreme und freiem Parken ist der Park abgesehen von einigen speziellen Zonen rauchfrei.
Dem Holiday World wurde 2004/2005 als bisher besucherschwächstem Park der International Applause Award verliehen. Außerdem wurden dem Park einige „Golden Ticket Awards“ von der Zeitschrift „Amusement Today“ verliehen, unter anderem zehn Jahre in Folge für die Kategorie „Friendliest Park“ (dt.: (kunden)freundlichster Park) und acht Jahre in Folge für den saubersten Park. Des Weiteren gab es verschiedene Auszeichnungen und hohe Platzierungen in Bestenlisten für die drei Holzachterbahnen und Wasserattraktionen des Parks.